# 張名世
張名世（16世紀—1621年），字今我，紹興府山陰縣人，明朝軍事人物。

## 生平
張名世是萬曆二十三年（1595年）的武進士，曾任雲南都司；苗族首領阿克用象陣與軍隊攻陷武定府一州三縣，他擊敗對方收復土地。嫉妒他的人無法賄賂他，因此誣陷他冒領功勞使其入獄，後為朝廷督師而特別釋放他。天啟元年（1621年）張名世統率三千名浙兵與清軍於渾河作戰，他說：「我從囚犯得起用，若為上將不能報國，生存還有意義？」最終戰死，朝廷追贈中軍都督，廕封一子。乾隆四十年（1775年）賜諡號烈愍，在忠義祠奉祀。

## 家庭
- 次子張萬祉，任游擊，在渾河戰死，追贈都督，加襲正千戶[2]
- 女兒張氏，精通文武，父親兄長戰死後吞金自殺[2]

## 引用
1. 1 2  嘉慶《山陰縣志·卷十四·鄉賢二》：張名世，字今我，萬歷乙未中武榜。 歷官雲南都司，苗長阿克擁兵結象陣，陷武定府一州三縣。名世擊之，盡復其地。忌者思重賂不得，因以冒功誣獄，督師特疏之出。天啟元年統浙兵三千，與大兵戰於渾河，名世曰：「吾起纍囚，為上將不能報國，何用生為？」遂戰死，贈中軍都督，廕一子。乾隆四十年賜諡烈愍，入祀忠義祠。 事見《明史》及輯覽《勝朝殉節諸臣錄》
2. 1 2  嘉慶《山陰縣志·卷十四·鄉賢二》：名世仲子萬祉任游擊從死，贈都督，加襲正千戶；名世女亦通經書諳韜略，以父兄戰歿吞金死。 《三江志》，名世舊府志均入忠節